# گربه‌ماهی آفتابی
گربه‌ماهی آفتابی (نام علمی: Horabagrus brachysoma) نام یک گونه از تیره کیسه‌ماهیان است.

## همچنین ببینید
- لیست گونه های ماهی آکواریومی آب شیرین